# かこわれて、愛jing
「かこわれて、愛jing」（かこわれて、あいじん）は、1993年11月10日に、Sony Recordsからリリースされた松田聖子の通算36枚目のシングル。

## 解説
Matsuyakko（まつやっこ）という覆面演歌歌手名義でリリースされた。テレビ朝日系情報番組「トゥナイト」のエンディング・テーマとなった。
公式ディスコグラフィに載っているが『Best of Best 27』の投票の一覧に無かったり、長年アルバムやベスト・アルバムには収録されなかった。
2010年に発売された全73枚組から構成される12cmシングルCD-BOX『Seiko Matsuda Single Collection 30th Anniversary Box 〜The voice of a Queen〜』に収録された他、2019年発売ベスト・アルバム『SEIKO STORY〜90s-00s HITS COLLECTION〜』にボーナス・トラックとして収録。

## 収録曲
全作詞：栗尾直樹・小倉良／作曲・編曲：小倉良
1. かこわれて、愛jing[4:33]
2. かこわれて、愛jing（オリジナル・カラオケ）[4:33]
3. かこわれて、愛jing（ナイト・クラブ・ミックス・バージョン）[4:42]

## 関連作品
- Seiko Matsuda Single Collection 30th Anniversary Box 〜The voice of a Queen〜
- SEIKO STORY〜90s-00s HITS COLLECTION〜